# Lampertstal und Alendorfer Kalktriften mit Fuhrbach und Mackental
Koordinaten: 50° 22′ 29″ N, 6° 40′ 55″ O

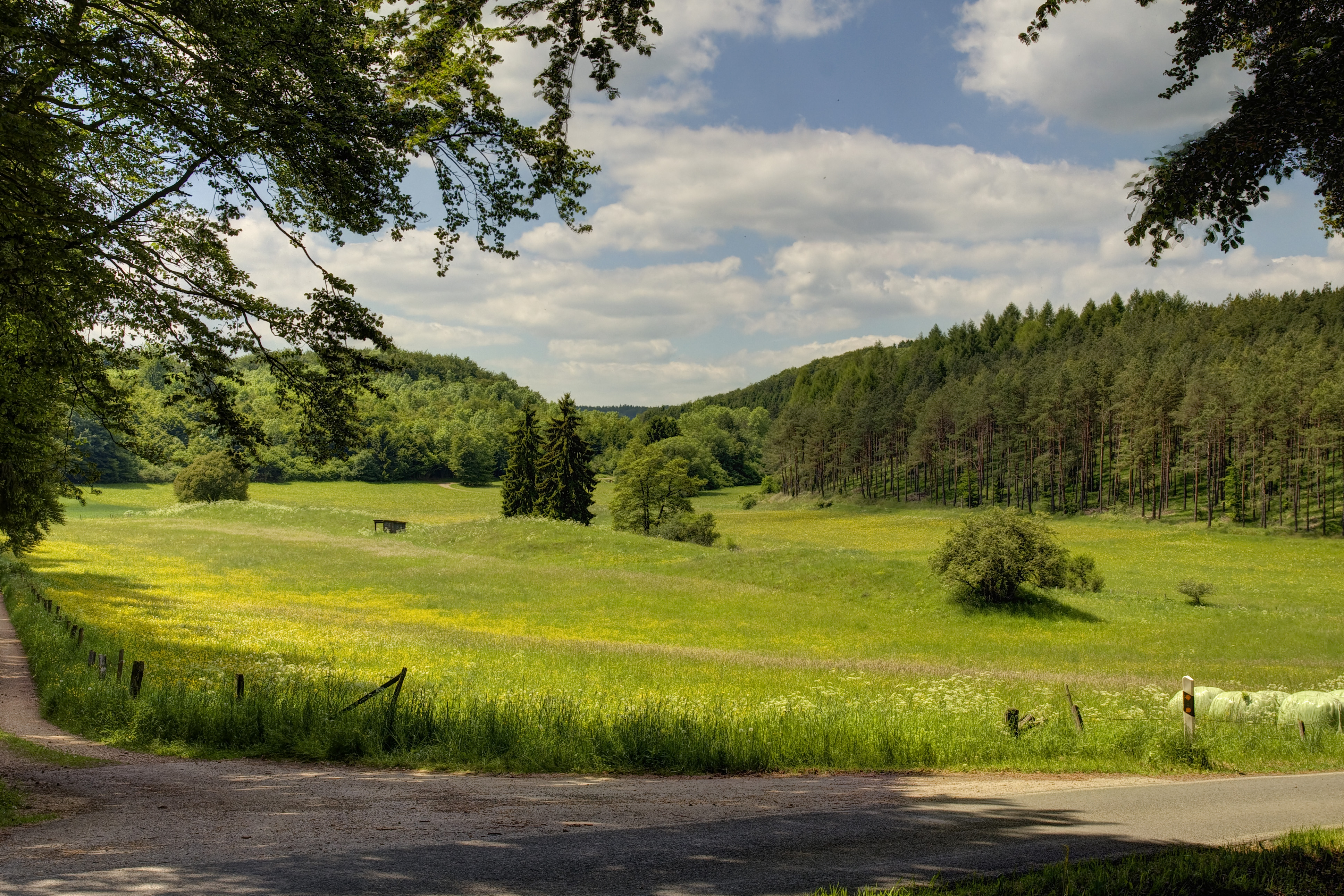
Naturschutzgebiet Lampertstal und Alendorfer Kalktriften mit Fuhrbach und Mackental (Mai 2014)

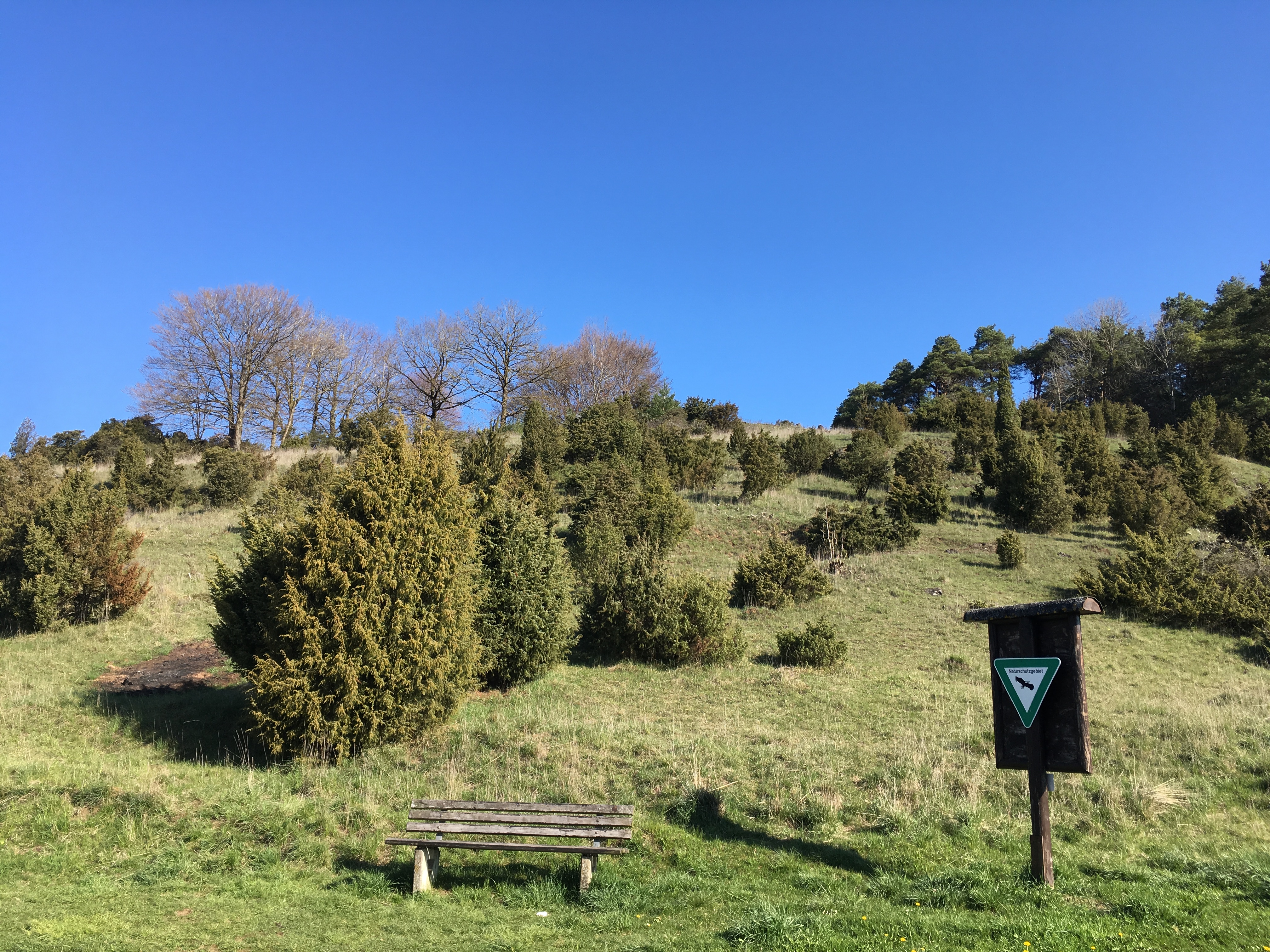
Kalkmagerrasenfläche mit Wacholder im NSG

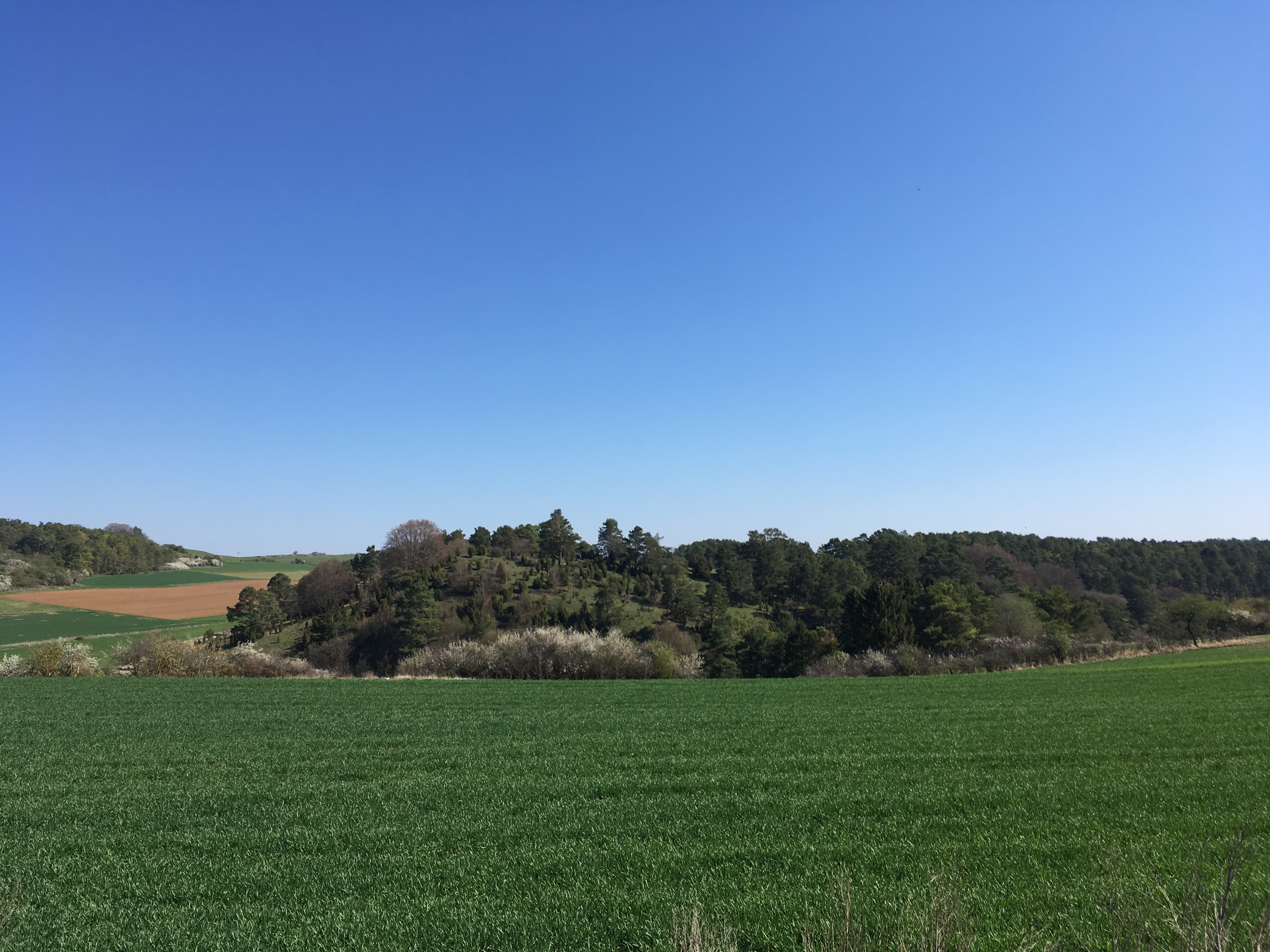
NSG-Bereich mit Kiefernwald im Hintergrund

Das Naturschutzgebiet (NSG) Lampertstal und Alendorfer Kalktriften mit Fuhrbach und Mackental liegt auf dem Gebiet der Gemeinde Blankenheim (Ahr) im Kreis Euskirchen in Nordrhein-Westfalen. Teile des heutigen NSG wurde 1952 erstmals als NSG ausgewiesen. 2007 erfolgte eine Ausweisung des NSG mit dem heutigen Namen und der Flächengröße von 1.101 Hektar (ha) mit dem Landschaftsplan Blankenheim durch den Kreistag. Schon 2000 wurde das Gebiet als Teil als FFH-Gebietes Gewaessersystem der Ahr mit einer Größe von 2542 ha festgeschrieben. Es ist das größte Wacholder-Schutzgebiet in Nordrhein-Westfalen.

## Beschreibung
Das aus 18 Teilflächen bestehende Gebiet erstreckt sich südlich des Kernortes Blankenheim und südlich und östlich des Blankenheimer Ortsteils Ripsdorf. Unweit nordöstlich fließt die Ahr und verläuft die B 258. Östlich verläuft die Landesstraße L 115. Aufgrund eines Altsiedelgebietes liegen im NSG die mittelalterliche Ruine Burg Dollendorf, jahrhundertealte Kreuzwegstationen am Kalvarienberg bei Alendorf, Pingen vom ehemals im Tagebau betriebenen Eisenerzabbau und aufgelassene Steinbrüche vom Abbau von Kalkstein und Buntsandstein.
Um Alendorf erheben sich die Kalkberge Kalvarienberg, Hämmersberg und Eierberg mit artenreichen Kalktrockenrasen und Wacholderbeständen. Es gingen seit 1900 viele Kalkmagerrasenflächen im heutigen NSG durch Aufforstung verloren. Bis 1936/37 gingen nur kleinere Flächen an Magerrasen durch Umwandlung in Äcker und Aufforstungen mit Kiefern und Fichten durch den Reichsarbeitsdienst verloren. Zwischen 1950 und 1970 forstete man Magerrasen großflächig mit Fichten, Waldkiefer, Schwarzkiefer und Serbischer Fichte auf. Weitere Magerrasen gingen durch Verbuschung nach Aufgabe der Beweidung mit Schafen und Rindern verloren. Bei der Verbuschung gingen auch Flächen durch Anflug insbesondere von Waldkiefern verloren. Seit 1986 nahmen die Magerrasenflächen durch Freistellungen von Waldbereichen wieder zu. Seit 1996 kaufte die NRW-Stiftung Magerrasenbereiche an.
Das NSG wurde wegen seiner Funktion als Lebens-, Rückzugs- und Regenerationsraum für viele Arten nach der Roten Liste in Nordrhein-Westfalen für gefährdete, bedrohte und seltene Tier- und Pflanzenarten und deren Lebensgemeinschaften, insbesondere Vogel- und Insektenarten z. B. Schmetterlinge, Heuschrecken sowie Amphibien, Reptilien, Fische und Benthosorganismen ausgewiesen. Im Gebiet kommen Arten wie Skabiosen-Scheckenfalter, Groppe, Teichfledermaus, Bechsteinfledermaus, Großes Mausohr, Wespenbussard, Rotmilan, Uhu, Grauspecht, Schwarzspecht, Braunkehlchen, Neuntöter und Raubwürger vor.
Das NSG wurde auch zur Erhaltung und Optimierung folgender geschützter Biotope ausgewiesen: Quellbereiche, Fließgewässer, Sümpfe und Riede, Moore, Nass- und Feuchtgrünland, Magerwiesen und -weiden, Trocken- und Halbtrockenrasen, Wälder, Auwälder, Felsen, Blockhalden, Höhlen und Stollen. Aufgrund des klüftigen Karstgesteins der Dollendorfer Kalkmulde gibt es im Gebiet Dolinen, Bachschwinden, Karstquellen und Trockentäler. Östlich des Griesheuel an der Straße von Ripsdorf nach Alendorf liegt ein feuchtes Gelände mit einem Kalksumpf. Ein weiterer Kalksumpf liegt zwischen Alendorf und Feusdorf nördlich der K 43. Die Nordhänge des NSG weisen größtenteils natürliche Buchenwälder der Ausprägung Zahnwurz-Buchenwald und Perlgras-Buchenwald auf. Auf den sonnseitigen Hängen des NSG befindet Orchideen-Buchenwald. Daneben gibt es auch Kiefernwald und Fichtenwald im Schutzgebiet.

## Spezielle Verbote im NSG
Neben den allgemeinen Verboten im Landschaftsplangebiet gelten gebietsspezifische Verbote. Es ist im NSG verboten Grünland in der Zeit vom 1. April bis zum 30. Juni bzw. über 400 m vom 1. Mai bis 15. Juli, abzuschleppen und zu walzen. Das Grünland darf mit Pferden nicht mit mehr als 2 GVE pro Hektar beweidet werden. Eine Koppelschafhaltung ist in der Zeit vom 1. November bis zum 31. März verboten. Falls eine sonstige Winterbeweidung dem Schutzzweck zuwiderläuft, kann die Untere Landschaftsbehörde eine Winterbeweidung gänzlich untersagen. Der Einsatz von Fallen, die für den Totfang von Wildkatzen geeignet sind, ist verboten. Bodenschutzkalkungen innerhalb von Sumpf- und Quellgebieten oder nährstoffarmen Bereichen sind untersagt.